# Cantó de Sench Aubanh

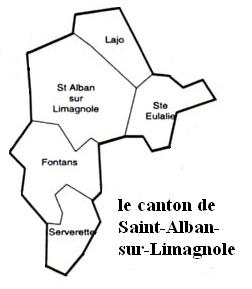
El cantó de Saint-Alban-sur-Limagnole

El cantó de Sench Aubanh és un cantó francès del departament del Losera, a la regió d'Occitània. Està enquadrat al districte de Mende, té 5 municipis i el cap cantonal és Sench Aubanh.

## Municipis
- Fontans
- L'Atgièr
- Sench Aubanh (chef-lieu)
- Senta Aulàsia
- Cerveiretas